# 長吻飛旋海豚
长吻飞旋海豚，又称长吻原海豚，飞旋原海豚、長細吻海豚或飛旋海豚，台語又叫「tsiam-tshuì-á」（漢字：尖喙仔），隶属于鲸目，齿鲸亚目，海豚科，原海豚属。其种加词“longirostris”意为“长吻的”。